# ایب مایر
ایب مایر (انگلیسی: Abe Meyer؛ ۲۶ ژانویه ۱۹۰۱ – مه ۱۹۶۹) آهنگساز و موسیقی‌دان اهل ایالات متحده آمریکا بود.
از فیلم‌هایی که وی در آن‌ها نقش داشته‌است، می‌توان به فریادی در شب اشاره نمود.